# Велика Орловка (Курська область)
Велика Орловка (рос. Большая Орловка) — присілок в Льговському районі Курської області Російської Федерації.
Населення становить 163 особи. Входить до складу муніципального утворення Вишньодеревенська сільрада.

## Історія
Населений пункт розташований на території українського етнічного та культурного краю Східна Слобожанщина.
Від 2004 року входить до складу муніципального утворення Вишньодеревенська сільрада.

## Населення
| 2002 | 2010 |
| ---- | ---- |
| 191  | ↘163 |